# Poljanka (stanice metra v Moskvě)
Poljanka (rusky Полянка) je stanice moskevského metra. Název nese podle ulice, kam ústí východ z ní.

## Charakter stanice
Stanice se nachází v centrální části Serpuchovsko-Timirjazevské linky, je to podzemní, ražená trojlodní stanice s jedním výstupem a se zkrácenou délkou střední lodě. Hloubka stanice pod terénem činí 36,5 m, poloměr střední lodě 4,75 m, u bočních lodí pak 4, 25 m. Jediný výstup vychází z konce střední části nástupiště eskalátorovým tunelem do podpovrchového vestibulu, umístěného mělko pod zemí.
Na obklad prostoru nástupiště byl použit mramor světlých odstínů, na podlahu žula. Osvětlení zajišťují halogenové lampy, umístěné v místech kde se jednotlivé lodě stýkají, nad sloupy. Na konci středního tunelu se nachází keramická mozaika, která má symbolizovat mladou sovětskou rodinu.
Poljanka byla otevřena jako součást úseku Serpuchovskaja – Borovickaja dne 23. ledna 1986. Denně ji využije kolem 30 tisíc lidí.